# Condé Nast
Condé Nast е издателска къща, подразделение на медийната компания Advance Publications, която издава 18 списания, включително Architectural Digest, Bon Appétit, GQ, Tatler, The New Yorker, Vanity Fair и Vogue, както и четири бизнес публикации, управлява 27 уебсайта и поддържа повече от 50 приложения за мобилни и таблетни устройства. Основана е през 1909 г. от Конде Монтроз Наст, от 1959 г. принадлежи на семейство Нюхаус. Седалището на компанията е в Ню Йорк. Главен изпълнителен директор е Роджър Лънч.
На Condé Nast се приписва създаването на концепцията за лайфстайл списанията (на английски: lifestyle magazines) – вид списания, насочени към определени класове или интереси, а не към възможно най-широката аудитория. Списанията на издателя покриват широк спектър от теми, включително пътуване, храна, дом, култура и други интереси, като модата е най-важна. По-късно Condé Nast разширява предлаганите теми, като включва маркетингови услуги и продукти, насочени към потребителите, като приложения и лицензирани стоки. През 2010 г. GQ става първото издание на Condé Nast, която се предлага на iPad.
Condé Nast International Ltd., издаващ международни версии на американски брандове, е основан през 2005 г. Действайки като дъщерна компания на Advance Publications, това подразделение издава над 126 списания и 104 сайта на 24 пазара по целия свят.

## История

### По времето на Наст
Конде Монтроуз Наст основава империята си от списания през 1909 г. с придобиването на Vogue, което е създадено през 1892 г. като седмично списание в Ню Йорк, посветено на обществото и модата. Наст първо издава списанието Vogue чрез Vogue Company, а през 1923 г. създава Condé Nast Publications.
Наст съживява Vogue, превръщайки го в едно от най-уважаваните списания за мода. Впоследствие портфолиото на Наст се разширява, като включва House & Garden, Vanity Fair (за кратко наричано Dress and Vanity Fair), Glamour и American Golfer. Компанията представя и британския Vogue през 1916 г., а Conde Nast става първият издател на чуждестранна версия на съществуващо списание.
През 1924 г. Наст открива нова печатница, за да осигури по-добро качество на списанията си, която просъществува до 1964 г. През 1932 г. Vogue получава първата цветна снимка на корицата си, а от тази година Наст започва да поставя на кориците фотоилюстрации вместо рисунки. Glamour, което се появява през 1939 г., е последното списание, лансирано лично от Наст, който умира през 1942 г.

### Появата на семейство Нюхаус
През 1959 г. Самюъл Ървинг Нюхаус, известен като Сам, купува правата за управление на Condé Nast, сливайки ги с частната холдингова компания Advance Publications. Неговият син, Самюъл Ървинг Нюхаус-младши, известен като Сай, става председател на Condé Nast през 1975 г.
Под ръководството на баща и син Нюхаус Condé Nast започва период на придобивания (списанието Brides е придобито през 1959 г.), преосмисляне на концепциите на съществуващите списания (Vanity Fair, закрито през 1936 г., е възстановено през 1983 г.) и създаване на нови списания (Self е пуснато на пазара през 1979 г.). След смъртта на Сам през 1979 г. Condé Nast продължава да поглъща издания.

### В издателствоCondé-Nast
През юни 1999 г. Condé Nast се мести от Медисън авеню 350 на Таймс Скуеър 4, в първия небостъргач, построен в Ню Йорк от 1992 г. насам и в който се помещава кафене на Франк Гери. Новият небостъргач, наречен Condé Nast Building, преобразява целия Таймс Скуеър.
През август 1999 г. Condé Nast купува от The Walt Disney Company издателството Fairchild Publications, (днес известно като Fairchild Fashion Media), издаващо списанията W и WWD. През октомври 2006 г. Condé Nast придобива сайта за социални новини Reddit, който е отделен като дъщерно дружество през септември 2011 г. През май 2008 г. издателството обявява придобиването на друг популярен технологичен уебсайт – Ars Technica.
През 2007 г. компанията закрива женското списание Jane след августовския брой, а след това закрива и сайта му. Един от най-старите брандове на Condé Nast, американското издание House and Garden, прекратява съществуването си след броя от декември 2007 г.
През октомври 2009 г. Condé Nast обявява, че закрива три свои издания: Cookie, Modern Bride и Elegant Bride. Списанието Gourmet спира да се публикува ежемесечно от ноември 2009 г.; брандът Gourmet по-късно е възроден във вид на приложението Gourmet Live за iPad, чрез което се публикуват рецепти, интервюта, статии и видео. През 2009 г. са закрити също Portfolio и Domino.
През май 2010 г. Next Issue Media, съвместно предприятие на пет американски издателства, включително Condé Nast, обявява, че пуска подписка за устройства с Android, отначало достъпни за Samsung Galaxy Tab. През септември 2011 г. Condé Nast заявява, че ще предложи 17 свои бранда за Amazon Kindle Fire.
През юни 2011 г. Condé Nast обявява, че през 2015 г. ще премести седалището си в Световен търговски център 1.
На 8 март 2022 г., след Руското нападение над Украйна, издателската къща Condé Nast обявява, че спира дейността си в Русия.